# Pirmin Werner
Pirmin Werner (ur. 10 stycznia 2000) – szwajcarski narciarz dowolny, specjalizujący się w skokach akrobatycznych, trzykrotny medalista mistrzostw świata.

## Kariera
Na arenie międzynarodowej po raz pierwszy pojawił się 21 sierpnia 2016 roku w Mettmenstetten, gdzie w zawodach FIS zajął 22. lokatę. W styczniu 2017 roku zajął 13. miejsce na mistrzostwach świata juniorów w Chiesa in Valmalenco.
W zawodach Pucharu Świata zadebiutował 19 stycznia 2019 roku w Lake Placid, gdzie zajął szóstą pozycję. Tym samym już w debiucie zdobył pierwsze punkty. Pierwszy raz na podium zawodów PŚ stanął 28 lutego 2020 roku w Ałmaty, kończąc rywalizację na drugiej pozycji, przegrywając tylko z Christopherem Lillisem z USA. W sezonie 2020/2021 zajął trzecie miejsce w klasyfikacji generalnej OPP. Podczas mistrzostw świata w Ałmaty zdobył srebrny medal w rywalizacji drużynowej. Na tej samej imprezie był też czwarty indywidualnie, przegrywając walkę o podium z Pawłem Krotowem. Na rozgrywanych w 2022 roku igrzyskach olimpijskich w Pekinie zajął czwarte miejsce indywidualnie i drużynowo.

## Osiągnięcia

### Igrzyska olimpijskie
| Miejsce | Dzień     | Rok  | Miejscowość | Konkurencja              | Zwycięzca         |
| ------- | --------- | ---- | ----------- | ------------------------ | ----------------- |
| 4.      | 10 lutego | 2022 | Pekin       | Skoki akrobatyczne druż. | Stany Zjednoczone |
| 4.      | 16 lutego | 2022 | Pekin       | Skoki akrobatyczne       | Qi Guangpu        |

### Mistrzostwa świata
| Miejsce | Dzień     | Rok  | Miejscowość | Konkurencja                  | Zwycięzca                     |
| ------- | --------- | ---- | ----------- | ---------------------------- | ----------------------------- |
| 9.      | 6 lutego  | 2019 | Deer Valley | Skoki akrobatyczne           | Maksim Burow                  |
| 4.      | 10 marca  | 2021 | Ałmaty      | Skoki akrobatyczne           | Maksim Burow                  |
| 2.      | 11 marca  | 2021 | Ałmaty      | Skoki akrobatyczne drużynowo | Rosyjska Federacja Narciarska |
| 19.     | 23 lutego | 2023 | Bakuriani   | Skoki akrobatyczne           | Noé Roth                      |
| 3.      | 27 marca  | 2025 | Engadyna    | Skoki akrobatyczne drużynowo | Stany Zjednoczone             |
| 3.      | 30 marca  | 2025 | Engadyna    | Skoki akrobatyczne           | Noé Roth                      |

### Puchar Świata

#### Miejsca w klasyfikacji generalnej
- sezon 2018/2019: 134.
- sezon 2019/2020: 17.

Od sezonu 2020/2021 klasyfikacja skoków akrobatycznych jest jednocześnie klasyfikacją generalną.
- sezon 2020/2021: 3.
- sezon 2021/2022: 6.
- sezon 2022/2023: 3.
- sezon 2023/2024: 2.
- sezon 2024/2025: 10.

#### Miejsca na podium w zawodach
1. Ałmaty – 28 lutego 2020 (skoki) – 2. miejsce
2. Deer Valley – 6 lutego 2021 (skoki) – 3. miejsce
3. Ałmaty – 13 marca 2021 (skoki) – 1. miejsce
4. Ruka – 2 grudnia 2021 (skoki) – 2. miejsce
5. Ruka – 11 grudnia 2021 (skoki) – 3. miejsce
6. Ruka – 4 grudnia 2022 (skoki) – 1. miejsce
7. Ałmaty – 19 marca 2023 (skoki) – 1. miejsce
8. Ruka – 3 grudnia 2023 (skoki) – 2. miejsce
9. Changchun – 16 grudnia 2023 (skoki) – 1. miejsce
10. Livigno – 13 marca 2025 (skoki) – 3. miejsce